# Bočna
Bočna este o localitate din comuna Gornji Grad, Slovenia, cu o populație de 662 de locuitori.